# China (Texas)
China è un comune (city) degli Stati Uniti d'America della contea di Jefferson nello Stato del Texas. La popolazione era di 1.160 abitanti al censimento del 2010. Fa parte dell'area metropolitana di Beaumont-Port Arthur.

## Geografia fisica
Secondo lo United States Census Bureau, la città ha una superficie totale di 3,34 km², dei quali 3,32 km² di territorio e 0,02 km² di acque interne (0,7% del totale).

## Società

### Evoluzione demografica
Secondo il censimento del 2010, la popolazione era di 1.160 abitanti.

### Etnie e minoranze straniere
Secondo il censimento del 2010, la composizione etnica della città era formata dal 75,43% di bianchi, il 20,6% di afroamericani, lo 0,17% di nativi americani, lo 0,09% di asiatici, lo 0% di oceanici, l'1,98% di altre razze, e l'1,72% di due o più etnie. Ispanici o latinos di qualunque razza erano il 5,69% della popolazione.